# Draba kuemmerlei
Draba kuemmerlei là một loài thực vật có hoa trong họ Cải. Loài này được Stevan. & D.Lakusic mô tả khoa học đầu tiên năm 2000.